# フォレスト出版
フォレスト出版株式会社は、東京都新宿区に所在する日本の出版社。主に自己啓発書、ビジネス・経営書、語学書、健康・ビューティ関連書を発行している。

## 沿革
- 1996年4月 - 創立。東京都新宿区四谷に事務所を開設。初めての書籍は『この先にある「経済」』（藤原直哉著）。
- 1998年4月 - 新宿区新小川町に事務所を移転。
- 2001年 - 読者を会員化する「フォレスト・リーダーズ・クラブ」発足。
- 2004年4月 - 事務所を新宿区揚場町に移転し、自社内にセミナー・ルーム開設。
- 2009年10月 - 法令違反に基づく証券取引等監視委員会からの行政処分を求める勧告が行われ、金融庁による行政処分を受ける[1][2]。
- 2014年3月 - 電子書籍『YOMiPO』サービス提供を開始[3]。

## 不祥事
- 2009年10月、法令違反に基づく証券取引等監視委員会からの行政処分を求める勧告が行われ、金融庁による行政処分を受けた[1][2]。具体的には、金融商品取引法第37条第2項に違反する、以下の著しく事実に相違する表示のある広告を行う行為があった。
  - フォレスト出版株式会社（以下「当社」という。）は、投資助言業の顧客獲得を目的とし、次のような内容の広告を行った。

1. 当社は、当社社員をモデルとした投資家A氏という架空の人物を創作し、平成20年2月8日及び同月15日、当社の配信している無料メールマガジンに、「『ミスター・ストップ高』と異名をとった投資家A氏。A氏が推奨した新興株は、7割がストップ高をマーク。」などと記載し、多数の者に配信した。
2. 平成20年4月1日から同21年4月8日までの間、当社ホームページに「ストップ高率7割を誇る株式情報をご提供します。」と表示した。しかしながら、当社が本件広告を行う以前の助言実績を検証したところ、買付助言を行った銘柄でストップ高となったものの割合は、7割を大きく下回っており、当社は、投資助言業務の実績に関する事項について、著しく事実に相違する表示を行っていた。また、当社社長もストップ高となった銘柄の割合が7割というはずがなく、これらの表示は事実に相違することを認識しながらも、当社は顧客獲得を目的に意図的に行っていたものである。